# ANGELIC LAYER 天使領域
《天使領域》（ANGELIC LAYER）是日本漫畫家團體CLAMP創作的日本漫畫作品。於《月刊少年Ace》（角川書店）1999年2月號至2001年11月號進行連載。單行本全5卷。2001年改編成電視動畫。

## 劇情簡介
铃原美咲（みさき）为初中學生，投奔居住在东京的阿姨。刚刚抵达东京的美咲被车站大荧屏上的机械天使对战所吸引，在一位穿着白大褂的男子怂恿下购买了一枚机械天使的卵。之后美咲从这个天使之卵培育出了属于自己的天使小光（ヒカル），并与小光一起开始了天使领域的对战。在这期间她结识了新的朋友，也不断超越着过去的自己，最终在天使领域全国大賽取得了优胜。

## 登場人物
铃原美咲
本作主角，对自己个子矮小而感到有些自卑的小女生，有些天生傻乎乎但很老实的，很容易被转移话题，是个路痴。
虽然完全没有运动神经，具有非常好的移动物体观察能力和超群的格斗感觉。
自幼儿园时，母亲就以工作的原因离开了她（动画版为谎称，其实是去治病），期间一直得到阿姨和母亲的资助完成学业，并在母亲的暗中帮助下来到东京就读初中。暂住于阿姨家中。
可能是血缘的原因，在途中看见了天使领域的比赛直播（而且是其母亲的对战直播）并迷上了天使，且在三原一郎的帮助下得到第一只天使，虽然是初用者，但很快就熟悉了玩法。
漫画版中结局为与母亲和阿姨住在一起，动画版中曾认为是被母亲抛弃而母亲离开了她，后来母女谈心后，明白了母亲的内疚而谅解了母亲，结局也是和母亲在一起。
使用天使
小光
使用技能
光速回旋踢
大赛名次
第一届：没参赛
第二届：没参赛
第三届：没参赛
第四届：动画版为全国冠军，漫画版为亚军
小林虎太郎
铃原美咲的同学，和木崎珠代为青梅竹马，是一个很认真性格温和但性子慢的普通男孩，家中有经营空手道场，所以持有空手道的段位且有不懈地练习，经常被同样喜爱格斗技的木崎珠代袭击。（虽然木崎珠代说他能以空手道防御避免致命伤害，但经常是被木崎珠代攻击得很惨的样子）
喜欢铃原美咲。（但动画版后期了解木崎珠代对其的关心和喜欢后转而喜欢木崎珠代）
使用天使
无
木崎珠代
铃原美咲的同学，和小林虎太郎为青梅竹马，是个很活泼，自控能力强的热血女孩。体力很好，经常与小林虎太郎切磋格斗技。（实际是袭击小林虎太郎……）
漫画版后来喜欢了三原王二郎，而动画版因为妒忌小林虎太郎对铃原美咲的喜欢而表现出对小林虎太郎不满，后来向小林虎太郎表白才被小林虎太郎发觉而最终喜欢了她。
使用天使
无
小林鸠子
小林虎太郎的妹妹，人虽小但性格比较成熟，经常说哥哥是“不肖的哥哥”。
为了证明并“不是人小就是能力不足”而参与天使领域的。作为经验丰富的天使领域操作者，被人称为“常胜女神”，是大会冠军的有力争夺者之一。喜欢和体格或年纪小的人都公平进行天使领域比赛，和铃原美咲有共鸣。
使用天使
铃鹿
使用技能
光速回旋踢
大赛名次
第一届：不详
第二届：不详
第三届：进入了全国大赛
第四届：没能进入全国大赛
三原一郎
天使领域的开发者，平时都穿着白色研究服戴着眼镜，笑起来嗓门奇高，语言和行为都很古怪，是一个怎么看也觉得是“变态”，而实际上也经常被人们误认为“变态”的人。经常神出鬼没，能以惊人的方式出现帮助铃原美咲而又在被人看到前消失，连其助手尾形雅治找寻他也不容易。对尾形雅治提出很多很极端的要求，以完成不了要接受残酷的惩罚作为要挟。
虽然如此，在天使领域方面是非常之认真，他把天使领域作为一个玩具，并希望人们能公平的享受这个游戏的乐趣。
暗中喜欢铃原荻子。在漫画版中，铃原荻子和其都是天使领域开发小组的成员，但没详细说如何喜欢铃原荻子的。而在动画版中，其原来是为铃原荻子治病的项目研究员。天使领域是这个治病项目的雏形，由于缺乏高层领导支持而险被腰斩，后来为了感激铃原荻子的支持和在其启发下，将该项目商业化成天使领域，以此作为项目 研究经费和实验数据来源，并且最终完成项目的研发，令铃原荻子恢复走路的能力。
使用天使
无
三原王二郎
三原一郎的弟弟，也是一名经验丰富的天使领域操作者，被称为天使领域界的“贵公子”。连续两年都闯进了决赛，漂亮的装饰和优雅的言行，使其非常多的女性拥护者。漫画版中对有和铃原萩子同样性格的铃原美咲很感兴趣而偶然玩弄铃原美咲一把。
起初喜欢铃原萩子，漫画版后来喜欢上木崎珠代，而动画版由于相處久了转而喜欢了铃原美咲。
使用天使
维扎特（ウィザード）
使用技能
魔法防御墙
大赛名次
第一届：全国第二
第二届：全国第二
第三届：全国第二
第四届：全国第三
铃原萩子
铃原美咲的母亲，也是一名经验丰富的天使领域操作者，天使“雅典娜”的使用者。自铃原美咲幼儿园时就离开了铃原美咲。在漫画版中，是由于性格害羞，面对所喜欢的人（如其丈夫和女儿铃原美咲）就会非常紧张所以选择母女分离居住。
在动画版中，其由于患病而欺骗了铃原美咲去东京治病，后来在病情恶化到腿部也无法行走参加了三原一郎的义肢开发项目，在项目缺乏支助时鼓励了三原一郎，作为项目的治疗者和项目的商业化——天使领域的第一位使用者，对天使领域的操作相当熟悉，甚至以项目的雏形机体也能轻松击败三原王二郎的天使维扎特。对长年离开女儿感到内疚，后来母女谈心得到谅解。
漫画版中结局为和女儿同住在妹妹浅见祥子家中，动画版为装上了根据项目开发的义肢恢复了行走能力，也是和女儿在一起。
使用天使
雅典娜（アテナ）
使用技能
灵魂之光
大赛名次
第一届：全国冠军
第二届：全国冠军
第三届：全国冠军
第四届：动画版全国第二，漫画版为冠军
浅见祥子
铃原美咲的阿姨，年轻而美丽的新闻报道员，铃原美咲暂住其家中。
知道铃原荻子的真实情况。
漫画版结局为让姐姐和外甥女一起住在其家中。
使用天使
无
濑户林子
超人气偶像，也是一名天使领域的高手，性格开朗活泼，为了玩天使领域和更好的和朋友沟通而四处躲避经理人的跟随。后来和铃原美咲成为朋友。
曾经鼓励铃原美咲要按自己方式展现自己实力，当然铃原美咲并不知道她是谁，是后来才发现的。
使用天使
兰雅
使用技能
死亡之舞
大赛名次
第一届：不详
第二届：不详
第三届：不详
第四届：没进全国大赛
藤崎圆香、 藤崎有栖
一对穿着中国装的姐妹，姐姐藤崎圆香操作天使，妹妹藤崎有栖擅长制作天使给姐姐用。由于藤崎有栖熟悉天使的结构而有制作专用的干扰器，经常暗中在对手的天使投放干扰器来干扰操作者的操控而帮助姐姐藤崎圆香取胜，铃原美咲和藤崎圆香对战时也深受其害，幸好三原一郎和三原王二郎都发现了妹妹的作弊行为并三原王二郎暗中制止，再加上铃原美咲的冷静和毅力而最终铃原美咲战胜了藤崎圆香，明白了铃原美咲对天使领域的喜爱和执着。
漫画版中，妹妹藤崎有栖也自己制作了一个天使亲自和铃原美咲对战，最终仍落败。
动画版中曾经被小林鸠子击败过而希望和小林鸠子再次对战以证明她们的强劲，所以才在大赛中想清除会阻碍其和小林鸠子交战的铃原美咲。
使用天使
姐姐：猫（マオ）
妹妹：爱丽丝（アリス）
使用技能
姐姐：风采龙刀
大赛名次
第一届：不详
第二届：不详
第三届：不详
第四届：没进全国大赛
城乃内最
寡言，不太会表漏情感，有种冷酷冰霜的感觉，天使领域的高手之一，有很多年轻少女成为她的粉丝，都叫她为「大家姐」，其实其性格是外冷内热，也会关心别人。和斋藤枫是好友和曾经的高中同学。第一个发现铃原美咲天使的战斗缺点（但暗中提醒过铃原美咲要注意）。
动画版中有个妹妹叫铃由于生病而住院，所以城乃内最要放学后去医院照顾妹妹。由于妹妹想玩天使领域但由于自身原因而不能离开医院，所以想拜托姐姐城乃内最代 其玩，城乃内最答应和其一起培养自己的天使，但城乃内铃最终因病去世，令城乃内最陷入悲痛中，之后为了铭记这个回忆而投入到天使领域并证明自己的强。
在动画版中，城乃内最的天使也有和斋藤枫的一样的自保护机制。
使用天使
白姬
使用技能
（不明）
大赛名次
第一届：不详
第二届：不详
第三届：不详
第四届：全國第四
斋藤枫
富家千金，经常带着温柔的微笑，没什么事可以令其感到烦厌，有一种善解人意的感觉。经常和城乃内最在一起并了解城乃内最。
天使领域的高手，待天使如同自己的孩子般爱护，也很享受天使领域，但为了胜利，即使令自己的天使受到伤害也要继续和对手战斗，使用的天使是早期带有自保护的性能提升机制，令铃原美咲陷入过苦战，在铃原美咲想要放弃，仍希望铃原美咲继续战斗，最终败于铃原美咲但也因此与铃原美咲交为朋友。
使用天使
布兰榭（ブランシェ）
使用技能
（不明）
大赛名次
第一届：不详
第二届：不详
第三届：不详
第四届：没进入全国大赛
尾形雅治
三原一郎的部下，因为善良和本身说话或行为十分愚蠢而经常遭到三原一郎的欺负和惩罚，由于三原一郎的神出鬼没，也要经常负责寻找三原一郎的行踪。虽然如此，其仍十分尊敬三原一郎的。
使用天使
无
藤森广美
動畫版原創人物，三原一郎的部下，比尾形迟一年加入，经常和尾形一起工作，对三原一郎欺负尾形很感兴趣，甚至是幸灾乐祸。
使用天使
无

### 动画原创人物
柴田玛莉亚
一般天使领域玩家，因为弟弟（聖）经常生病，被迫在家照顾弟弟而很少外出，按其弟弟所说，因为几乎没有朋友而感到孤单，只能自己练习天使领域。后来和铃原美咲对战时得到了开解，明白到在天使领域的联系下其并不孤单，而且结尾时弟弟为了不想姐姐的孤独也跟其一起玩天使领域。
每孝
一般天使领域玩家，同铃原美咲等人同班，认为女生是打不过男生，认为天使领域是一种技能，而像铃原美咲这样外表弱小的女生不可能有很好的成就，所以铃原美咲作弊。其实是因为小林鸠子击败过而对女生的妒忌。后来和铃原美咲对战练习中败北，也对女生有了些许的尊敬。
十分崇拜三原一郎。
田中千岁（声优：／香港：何璐怡）
个子很高，但认为由于身材高被男生讨厌，对个子矮的但受人欢迎的铃原美咲有些嫉妒，认为铃原美咲长得矮无论输赢都得到别人原谅而感到不满。但在与铃原美咲战斗时被铃原美咲指出“无论高矮，只要肯努力，什么事都能做得好，就会有人喜欢的”，而且在战斗途中发生的意外差点输掉了被铃原美咲所救并希望是以正式的战斗决定输赢而感动。

## 出版書籍
| 卷數 | 角川書店       | 角川書店           | 台灣東販      | 台灣東販           |
| 卷數 | 發售日期       | ISBN               | 發售日期      | ISBN               |
| ---- | -------------- | ------------------ | ------------- | ------------------ |
| 1    | 1999年6月25日  | ISBN 4-04-713283-7 | 1999年10月1日 | ISBN 957-64-3944-2 |
| 2    | 2000年3月6日   | ISBN 4-04-713319-1 | 2000年5月1日  | ISBN 957-47-3028-X |
| 3    | 2000年11月28日 | ISBN 4-04-713375-2 | 2001年3月1日  | ISBN 957-47-3130-8 |
| 4    | 2001年4月25日  | ISBN 4-04-713414-7 | 2001年8月1日  | ISBN 957-47-3198-7 |
| 5    | 2001年9月21日  | ISBN 4-04-713454-6 | 2002年2月7日  | ISBN 957-47-3295-9 |

## 電視動畫

### 製作人員
- 企劃：東不可止（東京電視）、安田猛、渡邊哲也
- 總監督：長澤隆之
- 原作：CLAMP
- 系列統括：井上伸一郎
- 企劃協力：池口和彥
- 系列構成：大河內一樓
- 角色設計：小森高博
- 機械設計：石垣純哉
- 設定協力：森田繁（スタジオぬえ）
- 美術監督：比留間崇
- 色彩設定：橫山さよ子
- 撮影監督：武山篤
- 音響監督：鶴岡陽太
- 音樂：田中公平
- 音樂製作：aves mode
- 製作：八田紳作（東京電視）、山西太平、南雅彥
- 監督：錦織博
- 製作：東京電視、電通、BONES

### 主題曲
片頭曲
- 『Be My Angel』
  - 作詞：松井五郎、作曲、編曲：安藤高弘、歌：榎本溫子

片尾曲
- 『☆the starry sky☆』（第1話～第13話）
  - 作詞：H∧LNA、作曲：梅崎俊春、佐藤あつし、編曲：H∧LNA、歌：H∧L
- 『雨あがり』（第14話～第26話）
  - 作詞：田辺智沙、作曲：原一博、編曲：小西貴雄、歌：松下萌子

### 各话列表
| 集数     | 日文标题                              | 中文標題                      | 脚本            | 分镜       | 演出       | 作画監督                       |
| -------- | ------------------------------------- | ----------------------------- | --------------- | ---------- | ---------- | ------------------------------ |
| Battle1  | はじめまして!私だけのエンジェル       | 第一次接触属于我自己的天使    | 大河内一楼      | 錦織博     | 岡本英樹   | 小森高博                       |
| Battle2  | がんばれヒカル!はじめてのファイト!!   | 小光加油 第一次战斗           | 大河内一楼      | 笹木信作   | 笹木信作   | 菅野宏紀                       |
| Battle3  | あなたは誰?みさきのドキドキレッスン   | 你到底是谁 美咲的特别课程     | 大河内一楼      | 増井壮一   | 佐藤育郎   | 中本尚子                       |
| Battle4  | 天使が舞いおりた日                    | 天使飞舞的日子                | 大河内一楼      | 錦織博     | 紅優       | 須賀重行 香川久                |
| Battle5  | 負けたくない!ヒカルを信じて…          | 我不想输 我要相信小光         | 稲荷昭彦        | 増井壮一   | 磨積良亜澄 | 堀川耕一                       |
| Battle6  | 光速の鈴鹿!鳩子のライバル宣言!!       | 光速铃鹿 鸠子的对战宣言       | 吉田玲子        | 西森章     | 北川正人   | 今泉賢一                       |
| Battle7  | ギリギリの戦い…みさきのラストチャンス | 战到最后一秒 美咲的最后机会   | 吉永亜矢 錦織博 | 吉原正行   | 佐藤育郎   | 句林樫六                       |
| Battle8  | みさきVSミサキ?危険な同級生           | 美咲对每孝 危险的同班同学     | 葉月九ロウ      | 開木菜織   | 渡部高志   | 宮田奈保美                     |
| Battle9  | 歌え!みさき デウスはアイドル!?        | 欢唱吧美咲 操纵者是偶像       | 葉月九ロウ      | 増井壮一   | 磨積良亜澄 | 工藤裕加                       |
| Battle10 | いじわる姉妹!狙われたヒカル           | 坏心的姊妹 小光被盯上了       | 稲荷昭彦        | 笹木信作   | 笹木信作   | 中本尚子                       |
| Battle11 | 決着!ヒカルとマオの真剣勝負           | 决斗 小光和猫的生死之争       | 稲荷昭彦        | 村木靖     | 佐藤育郎   | 堀川耕一                       |
| Battle12 | みさきと虎太郎 二人のわくわくデート   | 美咲与虎太郎 二人的心跳约会   | 吉田玲子        | 渡辺カケル | 宮田亮     | 日向正樹                       |
| Battle13 | 純白のブランシェ 楓のほほえみ         | 纯白的布兰榭 小枫的微笑       | 葉月九ロウ      | 平田智浩   | 磨積良亜澄 | 阿保孝雄 小森高博              |
| Battle14 | あきらめない!そして天使は生まれた     | 绝不能放弃 于是天使诞生了     | 葉月九ロウ      | 増井壮一   | 小林智樹   | 須賀重行 田中雄一              |
| Battle15 | 白姫VS鈴鹿!アイスマシーンの秘密       | 白姬对铃鹿 冰机器的秘密       | 吉永亜矢        | 錦織博     | 佐藤育郎   | 橋本英樹                       |
| Battle16 | 決勝戦!ヒカルのラストアタック         | 总决赛 小光的最后攻击         | 吉永亜矢        | 錦織博     | 岡本英樹   | 中本尚子                       |
| Battle17 | あなたに決めた!みさきの選んだヒト     | 我要的就是你 美咲选择的人     | 大河内一楼      | 増井壮一   | 磨積良亜澄 | 堀川耕一                       |
| Battle18 | 強敵がいっぱい!あこがれの全国大会     | 强敌环绕 憧憬已久的全国大赛   | 大河内一楼      | 笹木信作   | 笹木信作   | 日下部智津子 小森高博          |
| Battle19 | システムダウン!?嵐の船上決戦!         | 系统故障 风雨中的船上决斗     | 稲荷昭彦        | 村木靖     | 佐藤育郎   | 工藤裕加                       |
| Battle20 | 敵はいっちゃん?戸惑いの二回戦!        | 敌人是阿一 困惑的第二战       | 吉田玲子        | 吉原正行   | 小林智樹   | 宮田奈保美 田中雄一            |
| Battle21 | 夏の海!誰かが誰かに恋してる           | 夏天的海边 某人正在暗恋着某人 | 吉田玲子        | 渡辺カケル | 磨積良亜澄 | 日向正樹                       |
| Battle22 | 突然の二人きり 秘密のダブルデート     | 突然的两人独处 秘密的双重约会 | 大河内一楼      | 増井壮一   | 岡本英樹   | 中本尚子                       |
| Battle23 | 魔法の壁を破れ!みさきVS王二郎         | 打破魔法的障碍 美咲对王二郎   | 大河内一楼      | 村木靖     | 佐藤育郎   | 逢坂浩司                       |
| Battle24 | みさきに届け!この想い虹を越えて       | 传送给美咲 让这份思念穿越彩虹 | 吉永亜矢        | 錦織博     | 渡部高志   | 宮田奈保美                     |
| Battle25 | 運命の再会 涙に濡れたエンジェル       | 命运的重逢 被泪水沾湿的天使   | 大河内一楼      | 笹木信作   | 笹木信作   | 小森高博 工藤裕加 日下部智津子 |
| Battle26 | 天使の翼よ!私とヒカルをいざなって     | 天使的翅膀 请带领我和小光飞翔 | 大河内一楼      | 錦織博     | 佐藤育郎   | 堀川耕一                       |

## 与CLAMP其他作品的关系
作为CLAMP的特色之一，在之後的作品中，本作的设定被其他作品引用过，如
- 魔法騎士

动画原创人物每考与该作主人公狮堂光的为同一人。
- Chobits

为同一个世界的先后故事（但也说是同世界观但不同设置的平行世界故事）。
- TSUBASA翼

作为最大量引用之作，本作里大量人名设置被引用过，包括：
天使“布兰榭”被作为樱花国的镇公所的女职员
美咲，珠代，王二郎曾经以小樱等人在樱花国所开的“猫の目”咖啡厅的客人身份出现过。
鳩子在樱都国遭到樱花国的异变影响，人们逃走时出现过。（漫画中）
最和楓在雷克路特国以该国中央图书馆的司身份出现。
天使“小光”在无限市以伊格鲁的最强战斗机器人出现。（漫画）
- 奇蹟少女KOBATO.

在第10话（漫畫第九集），美咲和珠代是跟清和一起推銷啤酒的店員。